# Tremembé (district de São Paulo)
Tremembé qui en Tupi (Tirime'mbé "Tere-membé") signifie marécage est un quartier de la municipalité de São Paulo. La population estimée en 2010 est de 185 731 habitants. Le district a son anniversaire célébré le 10 novembre (loi municipale 11.544).
Le quartier est divisé en 41 quartiers et quelques projets de logements, ce sont : Tremembé ; Vila Nova Mazzei ; Jardim Floresta ; Parque Palmas do Tremembé ; Jardim Hugo ; Jardim Yara ; Jardim Maria Nazaré ; Jardim Entre Serras ; Jardim Virgínia Bianca ; Jardim da Ponte ; Parque Ramos de Freitas ; Vila Santa Maria ; Vila Vieira ; Parque do Tremembé ; Vila Esmeralda ; Jardim Santa Marcelina ; Jardim Daysy ; Jardim Ibira ; Jardim Ibiratiba ; Vila Marieta ; Vila Bibi ; Vila Albertina ; Jardim Denise ; Vila Maria Augusta ; Vila Irmãos Arnoni ; Vila dos Rosas ; Jardim São Manoel ; Parque Petrópolis ; Vila Solear ; Vila Pereira ; Vila Brasil ; Jardim Guapira (partie) ; Jardim das Rosas ; Vila Paulistana ; Jardim Filhos da Terra ; Bortolândia ; Parque Casa de Pedra ; Jardim Apuanã ; Jardim Jaçanã ; Jardim Mário Fonseca ; Jardim Joamar ; Vila Aurora ; Vila Zilda ; Conj. Fidalgo ; Jardim Tremembé ; Jardim M Maurício ; Jardim Maria Cândida ; Jardim Ataliba Leonel ; Vila Fidalgo ; Vila Dornas ; Jardim Luísa ; Vila Virgínia ; Jardim Piqueri ; Jardim Furnas ; Jardim Francisco Mentem ; Jardim Joana D’Arc ; Jardim Martins Silva ; Jardim Campo Limpo ; Jardim Fontalis ; Vila Ayrosa ; Jardim Flor de Maio ; Chácara São José ; Jardim Corisco ; Jardim das Pedras ; Sítio São João ; Chácara Paraíso ; Chácara Santa Sofia ; Chácara São Francisco ; Jardim Recanto Verde ; Jardim Uniserve ; Jardim Valparaíso ; Jardim Labitary.

## Histoire
Il est né du démembrement de la ferme familiale Vicente de Azevedo en petites fermes et petites parcelles, à la fin du XIXe siècle. Tout indique que le siège de la ferme se trouvait au coin de l'avenue Nova Cantareira et de la Rua Maria Amália Lopes Azevedo, d'où le nom de Fazendinha pour la région. Dans les années 1910, les enfants de Pedro Vicente de Azevedo et de Maria Amália Lopes de Azevedo ont créé la Cia Villa Albertina de Terrenos, à l'origine du lotissement urbain.
De par son relief et sa végétation au pied de la Serra da Cantareira, qui ressemblaient aux paysages européens, elle était très recherchée par les Portugais, les Italiens, les Allemands et les Slaves au début du XXe siècle. Jusqu'à récemment, il y avait une importante population d'Allemands. Le restaurant Recreio Ho Holanda, propriété de la famille germano-néerlandaise Van Enck, a fonctionné à Fazendinha pendant 50 ans et était une référence dans la zone nord de toute la municipalité.
Pendant un certain temps, le quartier est resté relativement isolé, en raison du relief, et aussi parce que la région nord de la commune a été la dernière à se développer. Jusqu'aux années 1950, l'accès principal au quartier se faisait par la ligne de train, le Tramway de Cantareira, créé en 1894 pour aider à la construction des réservoirs d'eau de la municipalité. La gare de Tremembé était l'avant-dernière gare, avant la gare de Cantareira. L' exploitation de la ligne de train a pris fin en 1964.
Deux livres racontent l'histoire détaillée du quartier Tremembé : São Paulo Tramway Tremembé, vol. 1 (couverture verte) et vol. 2 (couverture marron), par Eduardo Britto. Le vol. 2 est toujours disponible au kiosque à journaux de la Praça dona Mariquinha Sciascia, au centre de Tremembé.

## Le district
C'est probablement la région urbaine avec la plus forte densité d'espaces verts de la commune. Les vastes forêts de l'Horto Florestal et du parc d'État de Cantareira, qui sont tout autour, s'ajoutent à la végétation des rues et des terres - une partie du parc appartient au quartier voisin de Mandaqui. Cependant, la croissance immobilière, avec la transformation de petits lots en copropriétés horizontales, a réduit le couvert végétal. C'est encore une région avec peu de verticalité, ce qui la différencie des autres quartiers de la commune. La définition de l'actuel Schéma Directeur de la Commune est attendue, pour voir comment il affectera la caractéristique du quartier.
Le quartier de Tremembé (le 4ème en taille parmi les 96 quartiers de la commune) comprend plusieurs quartiers. Dans des zones plus éloignées, des subdivisions clandestines mettent en péril les bassins versants le long des montagnes, en raison de la déforestation et de l'urbanisation non planifiée.
Tremembé a un lien fort de participation communautaire entre ses entités, parmi lesquelles il convient de mentionner les Lions et Rotary locaux, la paroisse de São Pedro, la Fondation Gol de Letra et plusieurs autres, qui s'intègrent généralement pour mener des actions.
Il abrite l'Institut forestier, où se trouve l'Horto Florestal, créé à la fin du XIXe siècle par Albert Löfgren. De là, vous pouvez également rejoindre l'un des noyaux du Parque da Cantareira, une réserve de la forêt atlantique qui appartient à la réserve de biosphère de la ceinture verte de São Paulo.
Également située dans le quartier se trouve l'école traditionnelle de la région, EE Arnaldo Barreto, créée en 1922 et en activité à ce jour.

## Événements importants
Quelques événements importants dans le quartier Tremembé depuis sa création :
- 1890 Émergence de Tremembé, avec la création des premiers lotissements urbains
- 1894 Inauguration du tramway de Cantareira
- 1896 Naissance du Horto Florestal
- 1910 Création de la première école
- 1914 Premières fondations de l'église São Pedro
- 1918 Création du Tremembé Futebol Clube
- 1922 École Arnaldo Barreto sur la rue Mamud Rahd, Arrivée de la lumière électrique dans le quartier
- 1925 Théâtre et cinéma chez Manoel Moraes Pontes
- 1926 Début du service de bus d'Ewald Kruse
- 1926 Un Notaire de Paix est créé à Tremembé
- 1926 Création de la paroisse São Pedro Apóstolo de Tremembé
- 1927 Inauguration du premier curé de l'église, le P. Cicéron Revoredo.
- 1930 Début du Restaurante Recreio Holandês
- 1932 L'école Arnaldo Barreto déménage sur l'Avenue Dr. Pedro Vicente
- 1937 Inauguration du cimetière de Tremembé
- 1940 Naissance du Gymnase de Santa Gema
- 1941 Fondation du Clube Atlético Tremembé - CAT
- 1945 Cia. Sorocabana achète le tramway de Cantareira
- 1946 La Société des Amis de Tremembé est créée
- 1948 Cine Alfa apparaît
- 1949 CMTC commence à exploiter ses autobus sur la ligne 77
- 1956 Inauguration du Ciné Ipê
- 1958 Les écoles groupées de Tremembé voient le jour
- 1960 Création du lotissement Palmas do Tremembé
- 1964 Les Nations unies mettent en service les lignes 77 Tremembé, 161 H. Florestal et V. Albertina.
- 1965 Fermeture de la branche Cantareira du tramway
- 1968 Création de la paroisse N. Sra. Aparecida de Vila Albertina, Le refuge pour personnes âgées Frederico Ozanam est né, Fondation du Lions Club de Tremembé [2]
- 1970 Inauguration de l'école Ruy Barbosa à Vila Rosa
- 1988 Inauguration de la Clinique IMUVI
- 1989 Inauguration du bâtiment de l'école Noé de Azevedo
- 1998 Démolition de l'ancien manoir de Fazendinha.
- 1996 Mise en service du Recanto N. Sra. de Lourdes
- 1998 Publication de l'Arrêté Municipal de la date officielle de Tremembé
- 1998 Le site Tremembé na Linha apparaît (en 2007 il devient le portail ZNnaLinha)
- 1999 La Fondation Gol de Letra est née
- 2000 La Maison de Coexistence Cora Coralina est créée, Le livre "São Paulo Tramway Tremembé" a été publié.
- 2003 Fondation du Rotary Club Tremembé La coopérative de recyclage, 1ère Rencontre de Voitures Anciennes Tremembé, L'adm. Le régional Jaçanã-Tremembé est transformé en sous-préfecture JT., Inauguration du nouveau siège de la sous-préfecture, avenue Luis Stamatis, 300, à Jaçanã. Le Centre communautaire et culturel Cora Coralina a été inauguré.

## Districts et municipalités limitrophes
- Mairiporã (Nord)
- Guarulhos (Est)
- Jacanã (Sud-Est)
- Tucuruvi (Sud)
- Mandaqui (Ouest)